# ラブ&モンスターズ
『ラブ&モンスターズ』（原題：Love and Monsters）は、2020年制作のアメリカ合衆国のサバイバルSF映画。
10月16日-10月18日の全米ボックスオフィスランキング第9位。
本作は日本国内で劇場公開されなかったが、2021年4月14日にNetflixによって配信された。

## あらすじ
ある日、地球に向かう小惑星が発見され、その衝突を回避するために世界中の人々が一致団結しミサイルで破壊することに成功した。しかし、ミサイルの化学物質が地上に降り注ぎ、生き物の遺伝子に影響を与えることで、不気味で巨大なモンスターと化した生き物が人間を食い始め、そして世界は崩壊した。それから7年後、運よく生き残った人類はモンスターを避けて地下で生活することを余儀なくされていた。
その中の1人ジョエルはある日、ガールフレンドのエイミーが生存していることを無線を通じて知る。彼女に会いたいと願うジョエルであったが、彼女は約135キロも離れた場所にいた。
地上に出ればモンスターに襲撃されるのは明らかであったが、それでもジョエルはエイミーに会いたい一心で決死の旅に出ることを決意する。
ジョエルは途中で出会った2人の戦士のようなサバイバーと共にモンスターの襲撃をかわしながら、エイミーの居場所を目指す。

## キャスト
- ジョエル・ドーソン - ディラン・オブライエン：カリフォルニア州フェアフィールドの生存者。無線機を直したり、料理ができる。
- クライド・ダットン - マイケル・ルーカー：日本刀を得物に、ミノウと共に北にある雪山のコロニーを目指して旅をしている。息子を殺されている。
- ミノウ - アリアナ・グリーンブラット：ボーガンの扱い方をジョエルに教える。父親を殺されている。
- エイミー - ジェシカ・ヘンウィック：世界崩壊前からのジョエルのガールフレンド。ジョエルとは別のコロニーに居る。
- ブルックス・ウィルキンソン - ダン・ユーイング：エイミーたちの居るコロニーを助けに来た船の船長。元王立オーストラリア海軍所属。
- デーナ - エレン・ホルマン：船長の仲間。手作りした手首装着型のアームキャノンを装備する。
- ロッコ - トレ・ヘイル：船長の仲間。ショットガンで武装している。

## 登場モンスター
序盤でトカゲ、ゴキブリ、ワニ、ガ、金魚といった生物がモンスター化したことが言及されている。
- スパザード[7]：巨大なアリ状のモンスター。
- ジャイアント・トード：巨大なカエル状のモンスター。
- サンドゴブラー：地中に潜むヒル状のモンスター。巣穴に落ちてきた獲物を狙う。働きバチのような役割。
- クイーン・サンドゴブラー（字幕では女王バチ）：地中に潜み、足音や振動を察知して近づいてくる。通常のサンドゴブラーとの違いは地面を切り裂くほどの巨大な針と巨体。
- ボールダースネイル：心優しいとされるが、人間を踏み潰すカタツムリ状のモンスター。
- チャンブラー：家屋ほどの大きさを持つモンスター。動きは遅い。
- ジャイアント・センティピード：巨大なムカデ状のモンスター。
- ポイズナス・リーチ：水中に潜む巨大なヒル。通常の大きさの数倍程度だが、幻覚作用を持ち死に至らしめる強力な毒を注入してくる。
- スカイ・ジェリー：発光し浮遊するクラゲ状のモンスター。無害で夜の闇に漂う。
- ジャイアント・クラブ：巨大なカニ状のモンスター。

そのほか、ツリーフレーマー、ハードストンパー、ロックダイバー、リムスナッパー、リムクラッシャーといった名前が劇中で挙げられている。